# Leandra microphylla
Leandra microphylla är en tvåhjärtbladig växtart som beskrevs av Célestin Alfred Cogniaux. Leandra microphylla ingår i släktet Leandra och familjen Melastomataceae. Inga underarter finns listade i Catalogue of Life.